# Cristian Benavente
Cristian Benavente Bristol (ur. 19 maja 1994 w Alcalá de Henares) – peruwiański piłkarz grający na pozycji ofensywnego pomocnika w Alianza Lima.

## Życiorys

### Kariera klubowa
Benavente rozpoczął karierę w 1999 w Vallecana CF. W 2000 trafił do CD Santa Eugenia, a od 2002 jest zawodnikiem Realu Madryt. W lipcu 2013 został zawodnikiem drużyny rezerw tego klubu. Zadebiutował w niej 24 sierpnia 2013 w meczu z AD Alcorcón, wchodząc na boisko w 79. minucie przegranego 0:1 spotkania. W lipcu 2015 podpisał dwuletni kontrakt z MK Dons. W styczniu 2016 podpisał dwuletni kontrakt z Royal Charleroi z możliwością przedłużenia o kolejny rok.
22 stycznia 2019 podpisał kontrakt z egipskim klubem Pyramids FC, do którego został sprzedany za 6 milionów euro.

### Kariera reprezentacyjna
W reprezentacji Peru zadebiutował 17 kwietnia 2013 w zremisowanym 0:0 meczu z Meksykiem. Pierwszego gola w kadrze strzelił 1 czerwca 2013 w meczu z Panamą, ustalając wynik spotkania na 2:1 dla Peru.

## Życie prywatne
Jest synem hiszpańskiego futsalisty Agustína Benavente i reprezentantki Peru w siatkówce Magali Bristol Elías. Ma siostrę bliźniaczkę o imieniu Sonali. Oprócz peruwiańskiego obywatelstwa posiada również hiszpańskie.